# Lo que arde
Lo que arde (en gallego, O que arde) es una película de 2019 dirigida por Óliver Laxe y coescrita por Laxe y Santiago Fillol. Se desarrolla en una zona rural de Galicia y aborda el problema de la desaparición del medio rural a causa de los incendios forestales. El reparto está formado por actores no profesionales de la sierra de Ancares, y está protagonizada por Amador Arias en el papel de Amador Coro, un pirómano que sale de prisión después de ser condenado como responsable de un incendio, y Benedicta Sánchez en el papel de Benedicta, su madre. 
Se estrenó en la sección Un certain regard del Festival Internacional de Cine de Cannes 2019, donde ganó el Premio del Jurado, siendo la tercera vez que una película de Laxe participa en el concurso francés y la primera que una película en gallego se proyecta en la sección oficial. Es la película más taquillera y más vista en gallego, con más de 62.500 espectadores en los cines después de su lanzamiento, y más de 320.000 € recaudados, superando a Sempre Xonxa (1989) de Chano Piñeiro.

## Argumento
La historia se desarrolla en la sierra de los Ancares lucenses y cuenta la historia de Amador Coro (interpretado por Amador Arias), un vecino pirómano que sale de la prisión y regresa a casa, con su madre Benedicta (interpretada por Benedicta Sánchez), su perra Luna y sus vacas. Sus vidas transcurren normalmente en medio de la naturaleza de su pueblo hasta que un día un incendio arrasa la región.

## Personajes
- Amador Arias como Amador Coro.
- Benedicta Sánchez como Benedicta.
- Elena Mar Fernández como Elena, la veterinaria.
- Inazio Abrao como Inazio.
- Iván Yáñez
- David de Poso
- Álvaro de Bazal

## Producción
En mayo de 2017, después de que Óliver Laxe hubiera recibido el Premio de la Semana de la Crítica de Cannes por Mimosas, se anunció cuál sería su próximo proyecto cinematográfico. La película está motivada por los numerosos incendios que se han producido en Galicia durante varios años. En las primeras etapas del proyecto, la película recibió el título provisional de Aquilo que arde. La idea original era crear un falso documental sobre incendios, pero el proyecto se convirtió en una película de ficción. Es una coproducción entre Galicia, Francia y Luxemburgo, donde los incendios y la piromanía son de gran importancia para la trama y los personajes, pero según el propio director es en realidad una película sobre la desaparición de lo rural, que a menudo se acelera por los fuegos. El equipo de producción de la película comenzó a buscar actores no profesionales en Navia de Suarna y eligió a Amador Arias, un guarda forestal profesional, y a Benedicta Sánchez, una mujer de 83 años en el momento del rodaje, como protagonistas. 

### Rodaje
La película comenzó a rodarse en marzo de 2018, y sus localizaciones incluyen varios lugares de los municipios de Cervantes y Navia de Suarna. El verano de ese año fue uno de los que menos incendios hubo en la historia reciente de Galicia, a diferencia de los incendios forestales de 2017 . 
Para poder grabar cerca del fuego, el equipo de rodaje tuvo que recibir entrenamiento físico y teórico por bomberos profesionales. Acompañaron a los bomberos en las tareas de extinción de incendios, formando una pequeña unidad bajo la responsabilidad del jefe de brigada. A veces, el equipo tuvo que dejar de rodar para ayudar a extinguir el fuego. Todas las escenas de los incendios fueron filmadas con una cámara Super 16 y sin ninguna manipulación de la imagen, decidiendo tomar muchas escenas durante la noche para enfatizar la "belleza" del fuego. 

### Banda sonora
Laxe usa el sonido y la música para amplificar la agonía de la naturaleza, con una combinación de música clásica que reemplaza la banda sonora tradicional. Son las composiciones de Antonio Vivaldi, «Cum dederit» del Nisi Dominus, salmo 126, cantado por Andreas Scholl, el Concierto para trombón y orquesta del compositor austríaco Georg Friedrich Haas, y música adicional compuesta para la película por Xavi Font.

## Estreno
Lo que arde tuvo su estreno mundial en la 72.ª edición del Festival Internacional de Cine de Cannes en la sección oficial Un certain regard el 21 de mayo de 2019, donde ganó el Premio del Jurado, siendo la primera vez que una película en gallego se proyectaba en la sección oficial. Su estreno comercial se realizó en 54 salas de 21 ciudades de Francia el 4 de septiembre de 2019, bajo el título Viendra le feu y por el distribuidor internacional Pyramide Films. Fue lanzado en la versión gallega original con subtítulos.
En Galicia tuvo dos estrenos. La primera se celebró el 29 de septiembre de 2019 en la plaza de la Villa de Navia de Suarna. La elección de esta ciudad se debió a la familia del director, ya que la madre de Laxe es de Vilela, parroquia de Son, además de ser uno de los lugares de rodaje. El segundo estreno tuvo lugar el 1 de octubre de 2019, en el Festival Curtocircuíto, en el Teatro Principal de Santiago de Compostela.
Se estrenó en 19 cines en toda Galicia el 11 de octubre de 2019 a través de NUMAX Distribución, en las siete ciudades y pueblos gallegos de Carballo, Monforte de Lemos, Villagarcía de Arosa, Vivero, Rúa, Verín, Puentes de García Rodríguez, La Estrada y Caldas de Reyes, así como en el resto de España en otras 30 salas en versión original con subtítulos en español y catalán. Es una de las películas de Galicia con más estrenos comerciales de la historia reciente. 
El 12 de octubre de 2019, Lo que arde se estrenó en el Festival de Cine de Nueva York dentro de la sección oficial. Laxe no pudo asistir a la presentación debido a la negativa de los Estados Unidos a otorgarle un ESTA, la autorización electrónica para viajar a este país, por haber visitado Irán en 2016. 

## Recepción
En el primer fin de semana después de su estreno en España, Lo que arde logró más de 11,000 espectadores en todo el país, y el 14 de octubre ingresó a la décima posición de las diez películas más vistas ese día. Según el distribuidor de la película, NUMAX, fue el segundo mejor lanzamiento de una película independiente de la temporada. En su sexta semana en los cines, se convirtió en la película gallega más taquillera y más vista de la historia, con más de 62.500 espectadores en los cines después de su lanzamiento, y más de 320.000 € recaudados, superando a Sempre Xonxa de Chano Piñeiro, que había mantenido el récord desde 1989. 

### Respuesta de la crítica
Lo que arde ha recibido críticas positivas y Rotten Tomatoes le ha otorgado un índice de aprobación del 92% basado en 25 comentarios.
El crítico Thomas Baurez de la revista de cine francés Première describió la película como "incandescente y poderosa". En una reseña para la revista de entretenimiento estadounidense The Hollywood Reporter, David Rooney lo llamó "un trabajo hermoso y melancólico, con una sensibilidad generalizada".

## Premios y nominaciones
Lo que arde se estrenó en numerosos festivales de cine y ha optado a muchos premios, destacando su participación en el Festival de Cine de Cannes de 2019. La película compitió en la 34.ª edición del Festival Internacional de Cine de Mar del Plata, donde ganó el Astor de Oro a la mejor película. En los Premios Gaudí de 2020, fue reconocida como la mejor película europea y Mauro Herce recibió el premio al Mejor Director de Fotografía.
Benedicta Sánchez, fue reconocida en 2019 por la Junta de Galicia con la medalla Castelao por su papel en la película.
| Año  | Ceremonia                                         | País           | Categoría                                           | Galardonada/o(s)                                    | Resultado | Notas         |
| ---- | ------------------------------------------------- | -------------- | --------------------------------------------------- | --------------------------------------------------- | --------- | ------------- |
| 2019 | Festival de Cannes de 2019                        | Francia        | Premio del Jurado, sección "Un certain regard"      | Premio del Jurado, sección "Un certain regard"      | Ganadora  |               |
| 2019 | Festival de Cannes de 2019                        | Francia        | Premio "Un Certain Regard"                          | Premio "Un Certain Regard"                          | Nominada  |               |
| 2019 | Festival de San Sebastián                         | España         | Film Commission                                     | Óliver Laxe                                         | Ganador   | [ 28 ]        |
| 2019 | Festival de cine internacional de Orense          | España         | Premio Galicia                                      | Premio Galicia                                      | Ganadora  | [ 29 ]        |
| 2019 | Festival de cine internacional de Orense          | España         | Premio Especial del Jurado                          | Premio Especial del Jurado                          | Ganadora  | [ 29 ]        |
| 2019 | Chicago Film Festival                             | Estados Unidos | Mejor sonido                                        | David Machado                                       | Ganador   | [ 30 ]        |
| 2019 | Festival Internacional de Cine de Salónica        | Grecia         | Mejor película. Premio Alexandre de Oro             | Mejor película. Premio Alexandre de Oro             | Ganadora  | [ 31 ]        |
| 2019 | Festival Internacional de Cine de Salónica        | Grecia         | Mejor actor                                         | Amador Arias                                        | Ganador   | [ 31 ]        |
| 2019 | Festival Internacional de Cinema de Mar del Plata | Argentina      | Astor de Oro a la mejor película                    | Astor de Oro a la mejor película                    | Ganadora  | [ 32 ]        |
| 2019 | Festival Internacional de Cinema de Mar del Plata | Argentina      | Mejor guion                                         | Óliver Laxe y Santiago Fillol                       | Ganadores | [ 32 ]        |
| 2019 | Festival de Cine de Autor de Belgrado             | Serbia         | Mejor director                                      | Óliver Laxe                                         | Ganador   | [ 33 ]        |
| 2019 | Festival de Cine de Autor de Belgrado             | Serbia         | Premio Vlada Petric - Secuencia más cinematográfica | Premio Vlada Petric - Secuencia más cinematográfica | Ganadora  | [ 33 ]        |
| 2019 | Festival Internacional de Cine de Hainan          | China          | Premio del Jurado, "Coco de Oro"                    | Premio del Jurado, "Coco de Oro"                    | Ganadora  | [ 34 ] [ 35 ] |
| 2020 | XXXIV edición Premios Goya                        | España         | Mejor película                                      | Mejor película                                      | Nominada  | [ 36 ] [ 37 ] |
| 2020 | XXXIV edición Premios Goya                        | España         | Mejor director                                      | Óliver Laxe                                         | Nominado  | [ 36 ] [ 37 ] |
| 2020 | XXXIV edición Premios Goya                        | España         | Mejor actriz revelación                             | Benedicta Sánchez                                   | Ganadora  | [ 36 ] [ 37 ] |
| 2020 | XXXIV edición Premios Goya                        | España         | Mejor dirección de fotografía                       | Mauro Herce                                         | Ganador   | [ 36 ] [ 37 ] |
| 2020 | Premios Gaudí                                     | España         | Mejor película europea                              | Mejor película europea                              | Ganadora  | [ 38 ]        |
| 2020 | Premios Gaudí                                     | España         | Mejor dirección de fotografía                       | Mauro Herce                                         | Ganador   | [ 38 ]        |
| 2020 | 64.ª edición de los Premios Sant Jordi            | España         | Mejor película española                             | Mejor película española                             | Ganadora  | [ 39 ]        |
| 2020 | Premios Feroz                                     | España         | Mejor drama                                         | Mejor drama                                         | Nominada  | [ 40 ] [ 41 ] |
| 2020 | Premios Feroz                                     | España         | Mejor director                                      | Óliver Laxe                                         | Nominado  | [ 40 ] [ 41 ] |
| 2020 | Premios Feroz                                     | España         | Mejor guion                                         | Óliver Laxe y Santiago Fillol                       | Nominados | [ 40 ] [ 41 ] |
| 2020 | Premios Feroz                                     | España         | Mejor cartel                                        | Aitor Errazquin y Carlos Hidalgo                    | Nominados | [ 40 ] [ 41 ] |
| 2020 | Premios Feroz                                     | España         | Mejor tráiler                                       | Marcos Flórez                                       | Nominado  | [ 40 ] [ 41 ] |
| 2020 | Premios Forqué                                    | España         | Mejor película                                      | Mejor película                                      | Nominada  | [ 42 ]        |
| 2020 | Premios Mestre Mateo 2019                         | España         | Mellor Longametraxe                                 | Mellor Longametraxe                                 | Nominada  | [ 43 ]        |